# 룩셈부르크계 미국인
룩셈부르크계 미국인은 룩셈부르크계 혈통의 미국인이다. 미국의 2000년 인구 조사에 따르면, 완전 또는 부분적으로 룩셈부르크계 혈통을 가진 미국인은 45,139명이었다. 1940년에는 룩셈부르크계 혈통의 미국인 수가 약 100,000명이었다.
룩셈부르크 출신 첫 가족들은 1842년경 새로 독립한 국가의 과잉 인구와 경제적 변화를 피해 미국에 도착했다. 그들은 본국에서 전통적으로 하던 것처럼 농업에 종사했다.
룩셈부르크계 미국인들은 19세기 대부분이 정착했던 미국 중서부에 압도적으로 집중되어 있다. 2000년 인구 조사에서, 스스로 룩셈부르크계 미국인이라고 응답한 인구가 가장 많은 주는 일리노이주 (6,963명), 위스콘신주 (6,580명), 미네소타주 (5,867명), 아이오와주 (5,624명), 캘리포니아주 (2,824명)였다.

## 역사

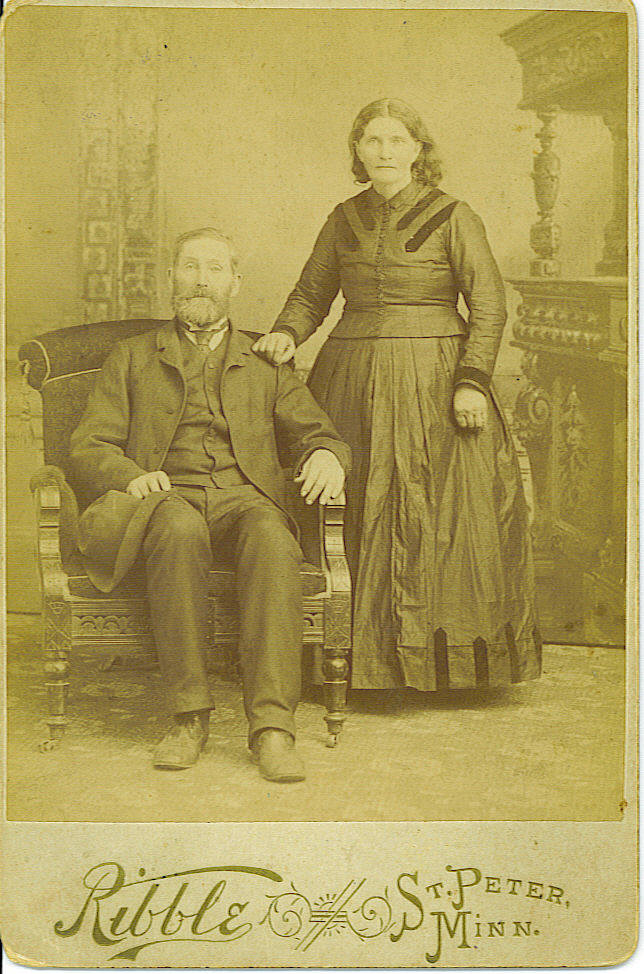
룩셈부르크 보르멜당주 출신의 룩셈부르크계 미국인 부부. 1890년경 미네소타에서 촬영.

19세기 중반부터 20세기 초반 사이에 룩셈부르크 인구의 약 3분의 1이 이주했다. 당시 룩셈부르크는 농업이 주를 이루는 가난한 나라였다. 미국은 그 시대의 다른 많은 유럽 이민자들에게 그랬던 것처럼 룩셈부르크인들에게도 인기 있는 목적지였다. 19세기에 미국으로 이주한 룩셈부르크인의 수는 약 60,000~70,000명으로 추정된다.

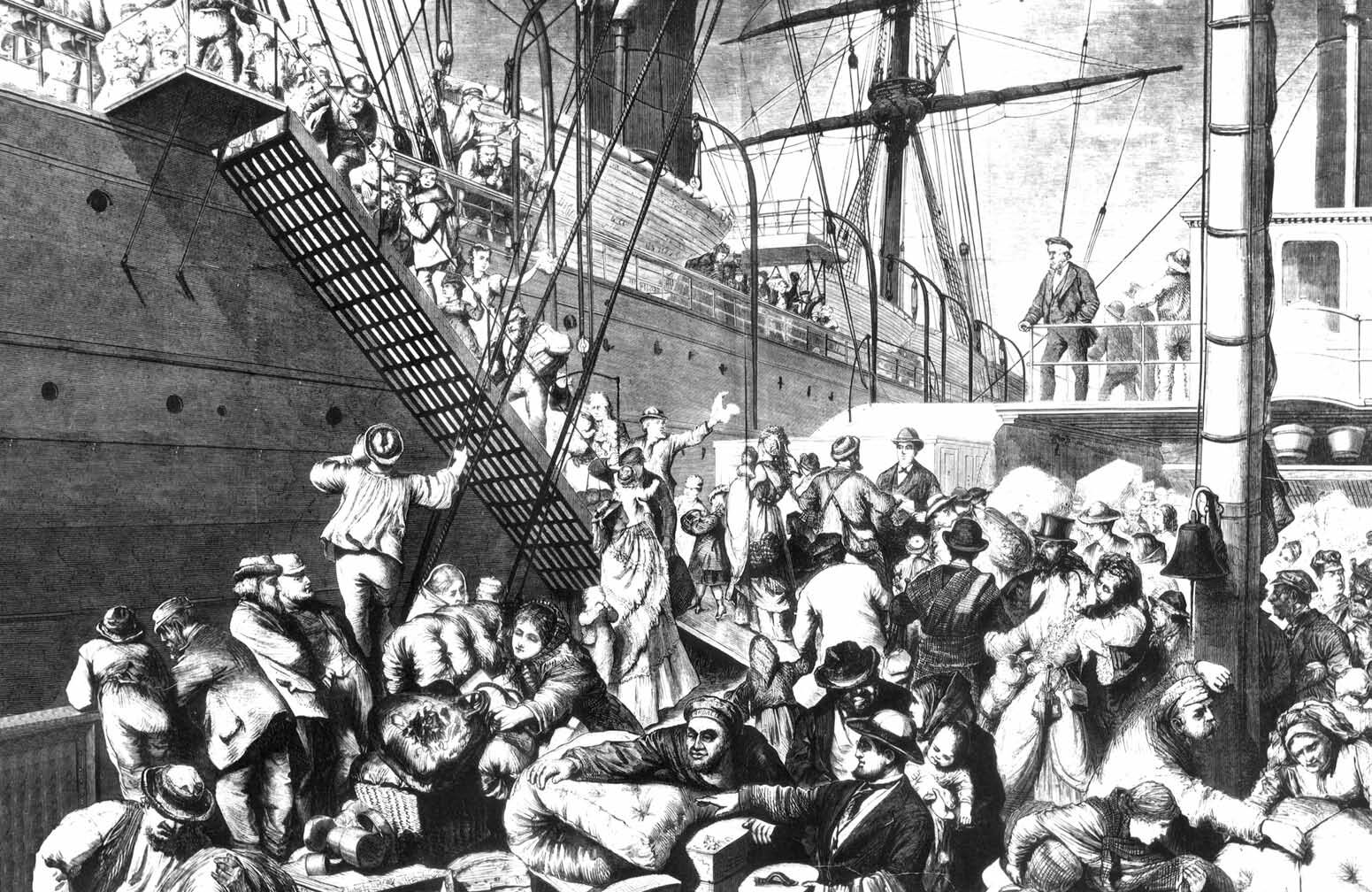
1874년 독일 함부르크 항구에서 미국으로 떠나는 이민자들

룩셈부르크인의 대규모 미국 이주는 1845년경부터 여러 가지 이유로 시작되었다. 의학의 발전으로 영아 사망률이 감소했고, 이는 인구 과잉으로 이어졌다. 산업 일자리의 부족은 많은 사람들을 절망하게 했다. 나라는 더 이상 인구를 먹여 살릴 수 없었다. 당시 대가족에서는 상속의 분할로 인해 토지 소유권이 파편화되었다. 각 자녀의 몫은 몇 헥타르로 줄어들었고, 이는 가족을 먹여 살리기에 거의 충분하지 않았다. 그러나 자신의 몫을 장남에게 팔면 다른 형제자매들이 미국으로 가는 여행 경비를 지불하고 그곳에서 새 삶을 시작할 수 있는 충분한 돈이 마련되었다.
이 시기에는 여행도 더욱 쉬워지고 있었다. 이전에는 룩셈부르크에서 파리까지 가는 데 걸리는 시간과 그곳에서 미국까지 가는 데 걸리는 시간이 같았다. 얼마 후, 미국에 미사용 토지가 많다는 소식이 유럽에 전해졌다. 홈스테드 법은 저렴한 가격에 비옥한 토지를 제공했다. 따라서 많은 사람들이 새로운 시작을 시도하는 길을 택했는데, 고국에 머물러 있으면 굶어 죽을 수도 있었기 때문이었다.
미국에 도착한 룩셈부르크인들은 당국에 룩셈부르크인으로 등록되지 않고 벨기에인이나 독일인으로 등록되는 경향이 있었다. 뉴욕에 도착한 후, 룩셈부르크인들은 시카고뿐만 아니라 아이오와주, 미네소타주, 위스콘신주로 이동하는 경향이 있었다. 소수는 뉴욕에 머물렀다.
시카고 대화재 직후인 1871년, 시카고의 성 미카엘 교회 신도들은 미국 최초의 룩셈부르크계 미국인 단체인 룩셈부르크 상호 부조회(Luxemburger Unterstützungsverein)를 결성했다. 이후 룩셈부르크 형제회와 룩셈부르크 미국 문화 협회 등 다른 단체들도 생겨났다.
약 1000명의 룩셈부르크계 미국인들이 남북 전쟁 중 북부군을 위해 싸웠으며, 여기에는 위스콘신, 아이오와, 미네소타 출신의 룩셈부르크계 혈통으로 이루어진 전체 중대들이 포함되었다.

## 저명한 인물
틀:Americans

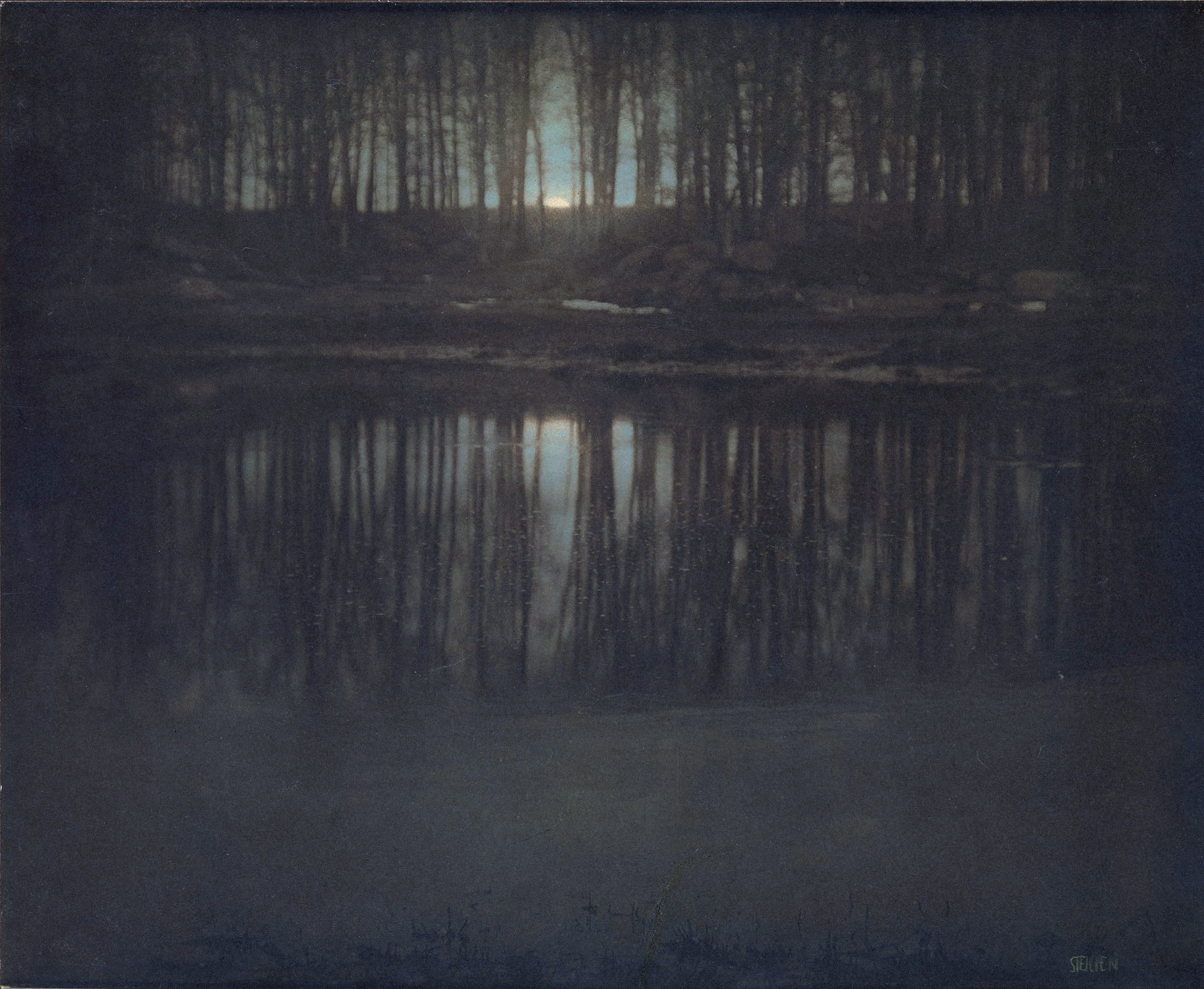
연못—달빛 by 에드워드 스타이컨, 가장 비싸게 팔린 사진 중 하나

- 르네 아렌트 (1928–2016), 맥도날드의 첫 총주방장[10][11]
- 존 W. 베스터 (1763–1842), 예수회 선교사이자 조지타운 칼리지의 잠시 총장[12]
- 크리스 에버트 (1954년생), 테니스 선수이자 21회 그랜드 슬램 타이틀 우승자[13]
- 레드 파베르 (1888–1976), 야구 선수이자 야구 명예의 전당 헌액자[14]
- 휴고 건스백 (1884–1967), 발명가이자 과학 소설 작가[15]
- 레이먼드 E. 고더트 (1927–2023), 시카고 로마 가톨릭 대교구 명예 보조 주교
- 데니스 해스터트 (1942년생), 공화당 정치인이자 전 미국 하원 의장[16]
- 시어도어 헤스버그 (1917–2015), 성직자이자 학계 지도자, 전 노터데임 대학교 총장, 사우스벤드[17]
- 폴 O. 허스팅 (1866–1917), 민주당 정치인이자 전 미국 상원의원 (위스콘신)[18]
- 빈센트 카트하이저 (1979년생), 엔젤의 코너와 매드맨의 피트 캠벨 역으로 알려진 배우
- 리처드 F. 크네이프 (1933–1987), 민주당 정치인이자 전 사우스다코타주 주지사
- 폴 라우터버 (1929–2007), 화학자이자 노벨 생리학·의학상 수상자
- 존 L. 메이 (1922–1994), 로마 가톨릭 교회의 성직자; 모바일 로마 가톨릭 대교구의 주교로 재직했으며 이후 세인트루이스 로마 가톨릭 대교구의 대주교로 재직 중 사망
- 아르노 메이어 (1926년생), 역사학자이자 프린스턴 대학교 교수
- 니컬러스 멀러 (1836–1917), 민주당 정치인이자 전 뉴욕 출신 미국 하원 의원
- 진 숄츠 (1917–2005), 프로 농구 선수
- 에드워드 스타이컨 (1879–1973), 사진작가, 화가, 미술관 및 박물관 큐레이터
- 앨릭스 와그너 (1977년생), 언론인이자 작가
- 팀 월즈 (1964년생), 미네소타주 주지사, 2024년 민주당 부통령 후보.[19]
- 매슈 울 (1880–1956), 노동조합원이자 전 AFL-CIO 부회장
- 로레타 영 (1913–2000), 배우이자 아카데미 여우주연상 수상자
- 버나드 J. 시그랜드, 치과 의사이자 국기의 날의 아버지

## 같이 보기
- 유럽계 미국인
- 룩셈부르크 미국 형제회
- 룩셈부르크인
- 룩셈부르크계 브라질인
- 룩셈부르크계 캐나다인
- 룩셈부르크-미국 관계